# 13721 Kevinwelsh
13721 Kevinwelsh è un asteroide della fascia principale. Scoperto nel 1998, presenta un'orbita caratterizzata da un semiasse maggiore pari a 2,2933579 UA e da un'eccentricità di 0,0620907, inclinata di 4,97997° rispetto all'eclittica.